# Druga Liga 1991-1992
La Druga savezna liga SFRJ 1991-1992, conosciuta semplicemente come Druga liga 1991-1992, fu la 46ª ed ultima edizione della seconda divisione del campionato jugoslavo di calcio, la quarta consecutiva a girone unico.
Rispetto alla stagione precedente, vi fu l'assenza delle squadre della Slovenia e della Croazia (questi due stati dichiararono l'indipendenza dalla Jugoslavia nell'estate 1991).
Sarebbero dovute essere promosse in Prva Liga 1992-1993 le prime due classificate e retrocesse in Treća Liga 1992-1993 le ultime quattro, ma, a causa della dissoluzione della Jugoslavia, vi fu l'abbandono dalla competizione delle squadre bosniache e macedoni e la fine della 2. Savezna liga.

## Squadre partecipanti
Durante l'estate 1991, a seguito della dichiarazione d'indipendenza di Slovenia e Croazia, le compagini di queste due nazioni abbandonarono il sistema calcistico jugoslavo. A riempimento degli organici, oltre al blocco delle retrocessioni, dalla Druga Liga 1990-1991 sono state promosse 4 squadre anziché due; di conseguenza, per lo stesso motivo, dalla Treća Liga 1990-1991 ne sono state promosse 9 anziché 4, in pratica tutte quelle piazzatesi nei primi tre posti nei quattro gironi di terza divisione (che non fossero slovene o croate). 

### Profili
| Squadra            | Città                  | Stadio                   | Stagione 1990-91 | Stagione 1990-91 |
| Squadra            | Città                  | Stadio                   | Pos.             | Divisione        |
| ------------------ | ---------------------- | ------------------------ | ---------------- | ---------------- |
| OFK Kikinda        | Kikinda                | Gradski stadion          | 5º               | Druga liga       |
| Napredak           | Kruševac               | Stadion Mladost          | 7º               | Druga liga       |
| Priština           | Priština               | Gradski stadion          | 9º               | Druga liga       |
| Radnički N.B.      | Novi Beograd, Belgrado | Stadion FK Radnički      | 10º              | Druga liga       |
| Mogren             | Budua                  | Stadion FK Mogren        | 11º              | Druga liga       |
| Bor                | Bor                    | Stadion FK Bor           | 13º              | Druga liga       |
| Mačva Šabac        | Šabac                  | Gradski stadion          | 14º              | Druga liga       |
| Sloboda Užice      | Titovo Užice           | Gradski stadion          | 15º              | Druga liga       |
| Iskra              | Bugojno                | Stadion NK Iskra         | 17º              | Druga liga       |
| Leotar             | Trebigne               | Gradski stadion          | 18º              | Druga liga       |
| Borac Čačak        | Čačak                  | Gradski bedem            | 19º              | Druga liga       |
| Rudar Ljubija      | Prijedor               | Gradski stadion          | 3º               | Treća liga Ovest |
| Bečej              | Bečej                  | Gradski stadion          | 1º               | Treća liga Nord  |
| Vrbas              | Titov Vrbas            | Stadion kraj Šlajza      | 2º               | Treća liga Nord  |
| Hajduk Kula        | Kula                   | Stadion Hajduk           | 3º               | Treća liga Nord  |
| Čelik              | Zenica                 | Stadion Bilino Polje     | 1º               | Treća liga Sud   |
| Jedinstvo          | Bijelo Polje           | Gradski stadion Nikoljac | 2º               | Treća liga Sud   |
| Balkan Stokokomerc | Skopje                 | Stadion Čair             | 1º               | Treća liga Est   |
| Radnički 1923      | Kragujevac             | Gradski stadion          | 2º               | Treća liga Est   |
| Teteks             | Tetovo                 | Gradski stadion          | 3º               | Treća liga Est   |

### Provenienza
| Bosnia Erzegovina                                       | Serbia                                      | Serbia | Serbia     | Montenegro                        | Macedonia                |
| Bosnia Erzegovina                                       | Voivodina                                   | Serbia Centrale                                                                                                 | Kosovo     | Montenegro                        | Macedonia                |
| ------------------------------------------------------- | ------------------------------------------- | --- | ---------- | --------------------------------- | ------------------------ |
| - Čelik Zenica - Iskra Bugojno - Leotar - Rudar Ljubija | - Bečej - Hajduk Kula - OFK Kikinda - Vrbas | - Bor - Borac Čačak - Mačva Šabac - Napredak Kruševac - Radnički Belgrado - Radnički Kragujevac - Sloboda Užice | - Priština | - Jedinstvo Bijelo Polje - Mogren | - Balkan Skopje - Teteks |

## Classifica

### Classifica parziale
| Pos | Squadra                | Pti | G  | V  | N   | P  | GF | GS | DR  |
| --- | ---------------------- | --- | -- | -- | --- | -- | -- | -- | --- |
| 1.  | Bečej                  | 33  | 24 | 16 | 1−2 | 5  | 48 | 22 | +26 |
| 2.  | Mogren                 | 31  | 24 | 15 | 1−1 | 7  | 39 | 23 | +16 |
| 3.  | Hajduk Kula            | 30  | 24 | 13 | 4−1 | 6  | 44 | 22 | +22 |
| 4.  | Radnički Belgrado      | 29  | 24 | 14 | 1−1 | 8  | 36 | 30 | +6  |
| 5.  | Čelik Zenica           | 27  | 24 | 12 | 3−1 | 8  | 45 | 26 | +19 |
| 6.  | Napredak Kruševac      | 26  | 24 | 11 | 4−2 | 7  | 35 | 23 | +12 |
| 7.  | Radnički Kragujevac    | 25  | 24 | 12 | 1−2 | 9  | 36 | 25 | +11 |
| 8.  | Priština               | 24  | 24 | 12 | 0−0 | 12 | 36 | 32 | +4  |
| 9.  | Sloboda Užice          | 23  | 24 | 10 | 3−2 | 9  | 27 | 23 | +4  |
| 10. | OFK Kikinda            | 22  | 24 | 9  | 4−2 | 9  | 26 | 25 | +1  |
| 11. | Borac Čačak            | 20  | 24 | 9  | 1−5 | 9  | 28 | 22 | +6  |
| 12. | Mačva Šabac            | 19  | 24 | 9  | 1−2 | 12 | 28 | 28 | 0   |
| 13. | Rudar Ljubija          | 19  | 24 | 9  | 1−2 | 12 | 26 | 35 | −9  |
| 14. | Bor                    | 19  | 24 | 7  | 5−1 | 11 | 19 | 30 | −11 |
| 15. | Vrbas                  | 18  | 24 | 8  | 2−2 | 12 | 26 | 34 | −8  |
| 16. | Jedinstvo Bijelo Polje | 18  | 24 | 8  | 2−2 | 12 | 30 | 41 | −11 |
| 17. | Balkan Skopje          | 18  | 24 | 8  | 2−4 | 10 | 18 | 30 | −12 |
| 18. | Teteks                 | 18  | 24 | 9  | 0−2 | 13 | 29 | 46 | −17 |
| 19. | Leotar                 | 16  | 24 | 7  | 2−2 | 13 | 24 | 36 | −12 |
| 20. | Iskra Bugojno          | 7   | 24 | 3  | 1−3 | 17 | 15 | 63 | −48 |

| \| 24ª giornata \| \| \| \| \| \| \| \| 29 mar. 1992 \| Rudar – Iskra \| 4-0 \| \| 29 mar. 1992 \| Radnički B. – Vrbas \| 1-0 \| \| 29 mar. 1992 \| Radnički K. – Čelik \| 2-0 \| \| 29 mar. 1992 \| Borac – Mačva \| 4-0 \| \| 29 mar. 1992 \| Bečej – Leotar \| 2-0 \| \| 29 mar. 1992 \| Teteks – Napredak \| 2-1 \| \| 29 mar. 1992 \| Jedinstvo – OFK Kikinda \| 2-1 \| \| 29 mar. 1992 \| Sloboda – Balkan \| 2-0 \| \| 29 mar. 1992 \| Hajduk – Priština \| 2-0 \| \| 29 mar. 1992 \| Bor – Mogren \| 0-0 \| |                         |     |
| 24ª giornata |                         |     |
| |                         |     |
| 29 mar. 1992 | Rudar – Iskra           | 4-0 |
| 29 mar. 1992 | Radnički B. – Vrbas     | 1-0 |
| 29 mar. 1992 | Radnički K. – Čelik     | 2-0 |
| 29 mar. 1992 | Borac – Mačva           | 4-0 |
| 29 mar. 1992 | Bečej – Leotar          | 2-0 |
| 29 mar. 1992 | Teteks – Napredak       | 2-1 |
| 29 mar. 1992 | Jedinstvo – OFK Kikinda | 2-1 |
| 29 mar. 1992 | Sloboda – Balkan        | 2-0 |
| 29 mar. 1992 | Hajduk – Priština       | 2-0 |
| 29 mar. 1992 | Bor – Mogren            | 0-0 |

Questa è stata l'ultima giornata del calendario disputata regolarmente. Allo scoppio della guerra in Bosnia ed Erzegovina vi è stato il ritiro dal campionato di Čelik Zenica ed Iskra Bugojno: i loro risultati del girone di ritorno sono stati cancellati ed il torneo è proseguito con due squadre in meno.

### Classifica finale
```
A seguito della dichiarazione d'indipendenza di 
Bosnia ed Erzegovina
 e 
Macedonia
, le compagini di questi due stati abbandonarono il sistema calcistico jugoslavo. A completamento organici vennero promosse in 
Prva liga 1992-1993
 7 squadre anziché 2 e bloccate le retrocessioni.
Teteks
 e 
Balkan Skopje
 confluirono nella neoformata 
prima divisione macedone 1992-1993
.
A causa della 
guerra in Bosnia ed Erzegovina
, le squadre di questo paese dovettero rimanere inattive per qualche anno: 
Čelik Zenica
 ed 
Iskra Bugojno
 si iscrissero nei campionati dei 
Bosgnacchi
 (1994), mentre 
Leotar
 e 
Rudar Ljubija
 in quelli della 
Repubblica Srpska
 (1995). L'unione calcistica fra queste due entità avvenne nel 2002.
```

|                                    | Pos. | Squadra                | Pt | G  | V  | N   | P  | GF | GS | DR  |
| ---------------------------------- | ---- | ---------------------- | -- | -- | -- | --- | -- | -- | -- | --- |
|                                    | 1.   | Bečej                  | 48 | 36 | 23 | 2−3 | 8  | 69 | 34 | +35 |
|                                    | 2.   | Hajduk Kula            | 47 | 36 | 21 | 5−1 | 9  | 62 | 34 | +28 |
|                                    | 3.   | Radnički Belgrado      | 43 | 36 | 20 | 3−4 | 9  | 58 | 38 | +20 |
|                                    | 4.   | Mogren                 | 40 | 36 | 19 | 2−3 | 12 | 51 | 44 | +7  |
|                                    | 5.   | OFK Kikinda            | 39 | 36 | 17 | 5−3 | 11 | 50 | 35 | +15 |
|                                    | 6.   | Priština               | 39 | 36 | 19 | 1−0 | 16 | 52 | 44 | +8  |
|                                    | 7.   | Napredak Kruševac      | 37 | 36 | 16 | 5−2 | 13 | 61 | 47 | +14 |
|                                    | 8.   | Sloboda Užice          | 36 | 36 | 15 | 6−2 | 13 | 39 | 37 | +2  |
|                                    | 9.   | Radnički Kragujevac    | 35 | 36 | 16 | 3−2 | 15 | 54 | 44 | +10 |
|                                    | 10.  | Mačva Šabac            | 29 | 36 | 14 | 1−3 | 18 | 51 | 46 | +5  |
|                                    | 11.  | Borac Čačak            | 28 | 36 | 13 | 2−7 | 14 | 42 | 43 | −1  |
| Macedonia del Nord (bandiera)      | 12.  | Teteks                 | 28 | 36 | 14 | 0−3 | 19 | 45 | 68 | −23 |
|                                    | 13.  | Vrbas                  | 27 | 36 | 12 | 3−5 | 16 | 43 | 50 | −7  |
|                                    | 14.  | Jedinstvo Bijelo Polje | 27 | 36 | 11 | 5−4 | 16 | 41 | 50 | −9  |
|                                    | 15.  | Bor                    | 26 | 36 | 10 | 6−2 | 18 | 35 | 51 | −16 |
| Bosnia ed Erzegovina (bandiera)    | 16.  | Leotar                 | 24 | 36 | 11 | 2−2 | 21 | 40 | 61 | −21 |
| Bosnia ed Erzegovina (bandiera)    | 17.  | Čelik Zenica           | 23 | 19 | 10 | 3−1 | 5  | 38 | 18 | +20 |
| Bosnia ed Erzegovina (bandiera)    | 18.  | Rudar Ljubija          | 21 | 36 | 10 | 1−2 | 23 | 29 | 65 | −36 |
| Macedonia del Nord (bandiera)      | 19.  | Balkan Skopje          | 20 | 36 | 9  | 2−6 | 19 | 23 | 57 | −34 |
| Bosnia ed Erzegovina (bandiera)    | 20.  | Iskra Bugojno          | 9  | 19 | 4  | 1−3 | 11 | 19 | 36 | −17 |
| Fonte: Almanacco "Tempo" 1991-1992 |      |                        |    |    |    |     |    |    |    |     |

Legenda:

      Promossa in Prva liga 1992-1993.

      Passa nella Prva liga macedone 1992-1993.

      Passa nei campionati bosniaci.
Note:

2 punti per la vittoria al 90º, 1 per la vittoria ai rigori, 0 per la sconfitta ai rigori, 0 per la sconfitta al 90º.
In caso di arrivo di due o più squadre a pari punti per le posizioni di promozione o retrocessione, la graduatoria viene stilata secondo gli scontri diretti tra le squadre interessate.

## Risultati
- Le bosniache Čelik Zenica ed Iskra Bugojno si sono ritirate dopo la 24ª giornata (29 marzo 1992), quindi sono state validate le gare del girone di andata (19 gare) ed annullate le 5 disputate in quello di ritorno.
- Le bosniache Leotar e Rudar Ljubija si sono ritirate dopo la 29ª giornata (26 aprile 1992), cioè dopo la metà del girone di ritorno, quindi i risultati fino ad allora sono stati validati e per le partite rimanenti è stato assegnato lo 0–3 a tavolino a favore della squadra avversaria.
- Le macedoni Balkan Skopje e Teteks si sono ritirate dopo la 35ª giornata (27 maggio 1992), quindi i risultati fino ad allora sono stati validati e per le partite rimanenti è stato assegnato lo 0–3 a tavolino a favore della squadra avversaria.

|                                  | Bal  | Beč  | Bor  | Čač  | Čel  | Haj  | Isk  | Jed  | Kik  | Leo  | Mač  | Mog  | Nap  | Pri  | R.B  | R.K  | Rud  | Slo  | Tet  | Vrb  |
| -------------------------------- | ---- | ---- | ---- | ---- | ---- | ---- | ---- | ---- | ---- | ---- | ---- | ---- | ---- | ---- | ---- | ---- | ---- | ---- | ---- | ---- |
| Balkan Skopje                    | –––– | 0-2  | 2-0  | 1-1  | nd   | 2-1  | nd   | 1-0  | 0-3  | 0-3  | 1-0  | 1-0  | 0-0  | 1-2  | 1-0  | 1-1  | 2-1  | 0-0  | 2-1  | 3-2  |
| Bečej                            | 4-0  | –––– | 3-2  | 1-0  | ann  | 1-1  | ann  | 2-0  | 3-0  | 2-0  | 2-1  | 2-1  | 5-4  | 3-0  | 4-2  | 2-0  | 3-0  | 6-1  | 3-1  | 2-0  |
| Bor                              | 2-0  | 2-4  | –––– | 1-3  | 1-0  | 0-0  | 1-1  | 3-1  | 3-0  | 3-1  | 1-2  | 0-0  | 0-1  | 1-0  | 1-1  | 0-0  | 2-3  | 2-1  | 2-1  | 1-2  |
| Borac Čačak                      | 3-0  | 2-2  | 3-0  | –––– | 0-2  | 1-2  | 1-0  | 1-3  | 0-0  | 3-2  | 4-0  | 1-1  | 1-0  | 4-1  | 0-0  | 3-1  | 3-0  | 1-1  | 2-0  | 2-0  |
| Čelik Zenica                     | 4-0  | 2-2  | nd   | ann  | –––– | 4-1  | 3-1  | 3-0  | nd   | nd   | 3-1  | 6-0  | 2-1  | nd   | nd   | 3-1  | 2-0  | nd   | ann  | nd   |
| Hajduk Kula                      | 1-0  | 1-0  | 1-0  | 3-0  | nd   | –––– | nd   | 2-1  | 1-0  | 5-0  | 1-0  | 2-1  | 1-1  | 2-0  | 4-1  | 3-2  | 1-0  | 2-1  | 4-0  | 1-1  |
| Iskra Bugojno                    | 1-0  | 1-0  | nd   | ann  | nd   | 2-7  | –––– | 0-1  | nd   | nd   | 2-0  | 4-0  | 2-2  | nd   | ann  | 1-1  | 0-0  | nd   | nd   | 3-2  |
| Jedinstvo Bijelo Polje           | 1-1  | 0-0  | 1-1  | 0-0  | ann  | 0-3  | nd   | –––– | 2-1  | 3-0  | 1-3  | 2-0  | 0-2  | 2-0  | 2-3  | 2-0  | 3-0  | 0-0  | 4-1  | 2-0  |
| OFK Kikinda                      | 0-0  | 2-1  | 1-0  | 2-0  | 2-0  | 2-1  | 4-1  | 2-2  | –––– | 1-0  | 2-1  | 1-0  | 4-2  | 3-0  | 0-0  | 1-2  | 5-2  | 0-2  | 3-0  | 1-1  |
| Leotar                           | 1-1  | 1-0  | 0-3  | 4-1  | 0-0  | 2-1  | 2-0  | 0-0  | 1-2  | –––– | 0-3  | 0-0  | 3-0  | 0-3  | 0-3  | 3-1  | 2-1  | 1-0  | 0-1  | 3-1  |
| Mačva Šabac                      | 2-0  | 0-1  | 0-0  | 3-0  | nd   | 1-3  | nd   | 0-1  | 0-0  | 3-1  | –––– | 3-2  | 1-1  | 2-1  | 3-0  | 3-2  | 1-0  | 2-0  | 4-1  | 3-0  |
| Mogren                           | 3-0  | 2-1  | 0-2  | 1-0  | nd   | 2-0  | nd   | 1-0  | 2-1  | 3-0  | 3-1  | –––– | 1-0  | 1-0  | 1-0  | 1-1  | 4-0  | 2-0  | 3-1  | 4-0  |
| Napredak Kruševac                | 5-1  | 0-1  | 2-0  | 0-0  | nd   | 0-1  | nd   | 4-0  | 0-0  | 3-2  | 2-0  | 5-2  | –––– | 2-0  | 2-0  | 5-2  | 1-0  | 2-1  | 5-3  | 2-0  |
| Priština                         | 1-0  | 4-0  | 2-0  | 0-0  | 2-0  | 1-0  | 4-0  | 3-1  | 3-0  | 3-2  | 2-0  | 1-2  | 2-1  | –––– | 1-0  | 2-1  | 2-0  | 2-0  | 3-1  | 3-1  |
| Radnički Belgrado                | 2-1  | 4-2  | 4-1  | 1-0  | 3-2  | 1-1  | 2-0  | 3-0  | 1-0  | 1-0  | 1-0  | 1-1  | 3-0  | 2-1  | –––– | 4-2  | 1-2  | 3-1  | 4-1  | 1-0  |
| Radnički Kragujevac              | 2-0  | 1-0  | 3-0  | 0-1  | ann  | 2-0  | ann  | 3-1  | 2-1  | 3-0  | 1-0  | 5-2  | 1-0  | 1-0  | 0-1  | –––– | 2-0  | 2-0  | 4-0  | 2-0  |
| Rudar Ljubija                    | 3-0  | 0-3  | 1-0  | 1-0  | nd   | 1-1  | ann  | 2-1  | 0-3  | 0-3  | 0-3  | 0-2  | 0-3  | 4-1  | 2-0  | 0-0  | –––– | 2-1  | 3-0  | 0-3  |
| Sloboda Užice                    | 2-0  | 1-0  | 4-0  | 3-0  | 0-0  | 1-0  | 2-0  | 3-2  | 1-0  | 1-0  | 1-1  | 1-0  | 1-1  | 2-1  | 1-1  | 1-0  | 2-1  | –––– | 2-0  | 0-0  |
| Teteks                           | 2-0  | 0-1  | 1-1  | 3-1  | 1-1  | 3-2  | 3-1  | 1-1  | 0-2  | 3-1  | 2-0  | 3-1  | 2-1  | 2-1  | 0-3  | 2-1  | 3-0  | 1-0  | –––– | 2-1  |
| Vrbas                            | 1-1  | 0-0  | 0-1  | 2-0  | 2-1  | 0-2  | nd   | 1-1  | 1-1  | 3-2  | 4-2  | 0-1  | 5-1  | 3-0  | 1-1  | 1-0  | 2-0  | 2-1  | 1-0  | –––– |
| Fonte: Almanacco Tempo 1991-1992 |      |      |      |      |      |      |      |      |      |      |      |      |      |      |      |      |      |      |      |      |

## Classifica marcatori
| Reti                 | Marcatore | Squadra                |
| -------------------- | --------- | ---------------------- |
| 16                   | Đokić     | Radnički Kragujevac    |
| 15                   | Gluščević | Radnički Belgrado      |
| 15                   | Kugraš    | Jedinstvo Bijelo Polje |
| 14                   | Trkulja   | Bečej                  |
| 14                   | Bolić     | Čelik Zenica           |
| Fonte: sportsport.ba |           |                        |

## In Coppa di Jugoslavia
La squadra di Druga Liga che ha fatto più strada è stato il Napredak Kruševac che ha raggiunto le semifinali.